# Крезансе
Крезансе (фр. Cresancey) насеље је и општина у источној Француској у региону Франш-Конте, у департману Горња Саона која припада префектури Везул.
По подацима из 2011. године у општини је живело 192 становника, а густина насељености је износила 20,0 становника/km². Општина се простире на површини од 9,6 km². Налази се на средњој надморској висини од 236 метара (максималној 248 m, а минималној 202 m).

## Демографија
| 1962. | 1968. | 1975. | 1982. | 1990. | 1999. | 2011. |
| ----- | ----- | ----- | ----- | ----- | ----- | ----- |
| 190   | 203   | 198   | 189   | 178   | 212   | 192   |

График промене броја становника у току последњих година